# Остророг, Ян
Ян Остророг (пол. Jan Ostroróg; 1436 — 1501, Гродзиск-Велькопольский) — государственный и общественный деятель Королевства Польского, писатель-публицист. С 1500 года — воевода познанский.

## Биография
Представитель рода Остророгов герба «Наленч», сын Станислава Остророга. Учился в Эрфуртском и Болонском университетах и получил степень «доктора обоих прав», в 1462 году вернулся в Польшу, где поступил на государственную службу.
Исполнял различные дипломатические поручения, был сенатором, каштеляном мендзыжецким, потом познанским, старостой великопольским, воеводой познанским. Выступал против усиления немецкого влияния, был советником королей Казимира IV и Яна Ольбрахта.
Около 1477 года написал в качестве послания Сейму программное произведение «Мемориал об устройстве Речи Посполитой» (лат. Monumentum pro Republicae ordinatione), в котором предлагал свой проект реформ политического строя Польши. Принадлежа к новому, гуманистически настроенному, поколению, он считал, что король должен быть подотчётным лишь непосредственно Богу, а католическая церковь не должна иметь на него влияния. Таким образом, главное место среди предлагаемых преобразований занимали усиление королевской власти и централизация государства. Остророг критиковал католическую церковь с близких к гусизму позиций, хотя открыто и не порывал с ней. Его критике за аморальность и корыстолюбие подвергались католические иерархи, включая самого папу. Выступая против самовластия церкви, Осторог считал, что государство может требовать реформирования церковной организации, отвечающего его интересам; оно может не только понуждать духовенство к несению общественных повинностей, но и запретить взимание платы за службы, освободить подданных от платежа десятин, настаивать на надлежащем образовании духовенства, ограничить число вступающих в духовное звание, требовать от епископов хорошего управления епархиями и наблюдения за жизнью в монастырях. Чиновники должны назначаться не исходя из знатности своего происхождения, а в зависимости от личных способностей. Опорой власти должно быть здоровое и единое общество. Остророг также выступал против засилья в делопроизводстве латинского языка и проповедей на немецком. Был приверженцем рационализма, считая разум абсолютной мерой, на основе которой и стоит проводить государственные преобразования. Полностью «Мемориал» опубликован только в 1831 году. Продолжателем идей Остророга называют Анджея Фрич-Моджевского.
В браке с дочерью князя ратиборского Еленой имел сыновей Вацлава и Станислава.